# Gelosia (estructura)
|  | Per a altres significats, vegeu «Gelosia (desambiguació)». |

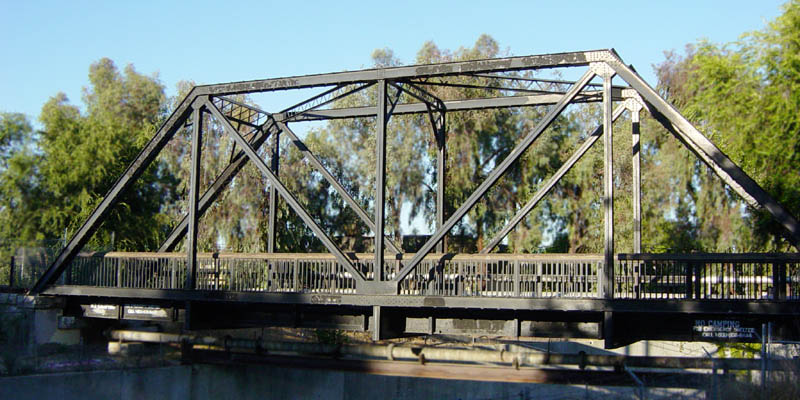
Pont de gelosia per a un antic ferrocarril (ara convertit en pont per a vianants)

Una gelosia és una forma estructural formada per la interconnexió de membres rectilinis, sovint formant unitats triangulars. Així, s'aconsegueixen, per a unes dimensions similars, bigues més lleugeres que les d'ànima plena. Les gelosies que fan funció de biga mestra s'anomenen encavallades.
Hi ha gelosies tant en l'arquitectura com en l'enginyeria estructural i poden estar fetes de materials diversos: canyes, acer, fusta, alumini, etc. Les unions entre els membres rectilinis d'una gelosia poden estar articulats o no.
Existeix una nomenclatura pròpia per als elements d'una gelosia horitzontal. Els elements horitzontals que segueixen l'eix de la biga s'anomenen cordons, i principalment absorbeixen el moment flector de la biga. En una gelosia d'un sol pla vertical hi trobem doncs dos cordons, el superior i l'inferior, i si un està comprimit, l'altre estarà traccionat. Els elements verticals d'una gelosia són els muntants, i els inclinats són les diagonals. Muntants i diagonals s'encarreguen de transmetre l'esforç tallant.

## Història

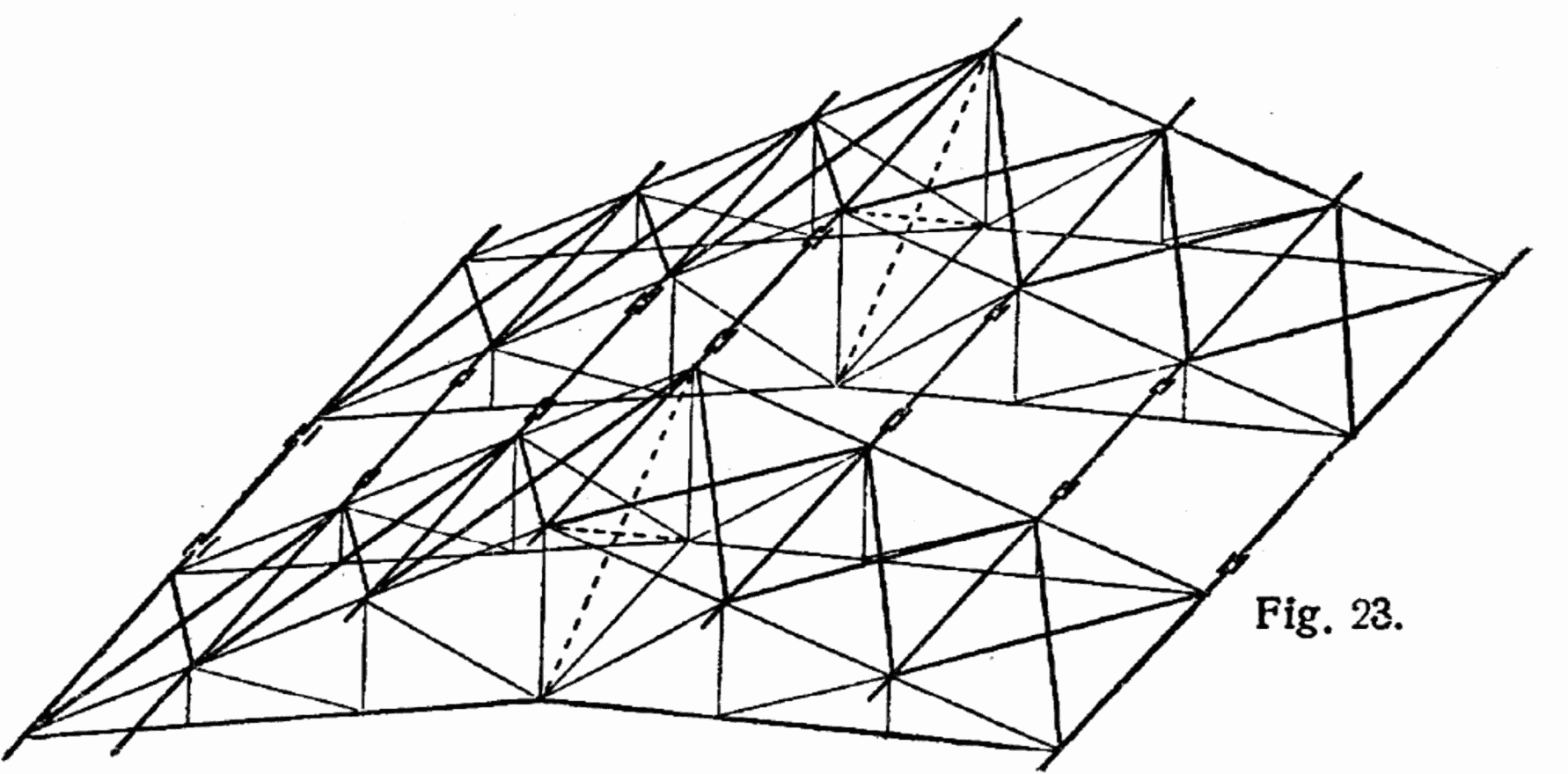
Esquema d'estructura de coberta, amb quatre encavallades

Les primeres gelosies es feren amb fustes. Els grecs ja usaven gelosies de fusta per a la construcció d'algunes cases. En 1570, Andrea Palladio va publicar I Quattro Libri dell'Architettura, que contenia instruccions per a ponts de gelosia de fusta.

## Gelosies notables
Segons la disposició de diagonals i muntants, algunes gelosies han adoptat el nom propi de la persona que les ha estudiat, introduït o patentat per primera vegada. Sovint però, i donat que les possibilitats són infinites, els noms se solen referir a un grup de formes amb algunes característiques similars, o bé a una forma en concret i les seves possibles variants. És important també tenir en compte que aquesta relació de tipus de gelosia fa referència únicament a la disposició de diagonals i muntants i no pas a la disposició dels cordons de la gelosia. Així, es poden trobar gelosies d'una mateixa tipologia a dues aigües (o de dues vessants), rectes, poligonals, lenticulars... o bé planes, espacials, etc.
|  | - Long: Aquesta gelosia, que deu el seu nom a Stephen H. Long (1784-1864), té els seus orígens cap a 1835. Està formada per cordons superior i inferior, un seguit de muntants verticals tots ells arriostrats per dobles diagonals. |
|  | - La gelosia Howe, patentada el 1840 per William Howe, però ja usada amb anterioritat, es feu servir força en el disseny de gelosies de fusta. Està composta pels cordons superior i inferior, una sèrie de muntants verticals i una sèrie de diagonals inclinades formant A's, de manera que les diagonals treballen a compressió i els muntants, a tracció. Es va usar molt en la construcció dels primers ponts per a ferrocarril on els elements verticals, més curts, solien ésser metàl·lics (més cars) per a resistir les traccions mentre que les diagonals (més llargues) eren de fusta (més barata i prou resistent a la compressió). |
|  | - Pratt: Originalment dissenyada per Thomas i Caleb Pratt el 1844, representa l'adaptació de les gelosies al recent aparegut i cada vegada més barat material de construcció: l'acer. A diferència d'una gelosia Howe, aquí les barres estan inclinades en sentit contrari (ara es formen V's), de manera que les diagonals estan sotmeses a tracció mentre que les barres verticals es comprimeixen. Això presenta avantatges amb l'acer, ja que els elements en tracció no tenen problemes encara que siguin llargs mentre que els sotmesos a compressió poden presentar problemes de vinclament a mesura que augmenta la seva longitud. La gelosia Pratt pot presentar nombroses variacions (normalment consistents en membres secundaris que uneixen les diagonals amb el cordó superior per controlar-ne la flexió local), i és una de les gelosies més usades al llarg del temps. |
|  | - La gelosia Warren, fou patentada pels anglesos James Warren i Willoughby Monzoni el 1848. el tret característic d'aquest tipus de gelosies és que es formen un seguit de triangles isòsceles (i a vegades, també equilàters), de manera que totes les diagonals, estiguin sotmeses a tracció o compressió, presenten la mateixa longitud. Presenta doncs avantatges constructius. La gelosia Warren pot presentar també variacions, com la Warren doble o la subdividida, que presenta muntants verticals a cada vèrtex dels triangles. |
|  | - La gelosia Vierendeel, en honor de l'enginyer belga A. Vierendeel, té com a característiques principals les unions obligatòriament rígides i l'absència de diagonals inclinades. D'aquesta manera, en una gelosia Vierendeel, no apareixen formes triangulars com en la majoria de gelosies, sinó un seguit de marcs rectangulars. Es tracta d'una gelosia sovint emprada en edificació per a l'aprofitament de les seves obertures. |